# Bestial Devastation
Bestial Devastation (укр. Звіряче спустошення) — дебютний мініальбом бразильського рок-гурту Sepultura, що вийшов 1985 року.

## Про альбом
Мініальбом Bestial Days містить перші п'ять пісень, що бразильський рок-гурт Sepultura записав та випустив на місцевому лейблі Cogumelo. Звукозаписувальна компанія запропонувала Sepultura випустити спліт-альбом з рок-гуртом Overdose. Для нього музиканти обрали п'ять своїх пісень, переклавши з португальської мови на англійську, вважаючи, що це дозволить відрізнятися від інших місцевих гуртів. Sepultura грала хеві-метал, схожий на ту музику, що на той час слухали музиканти, зокрема на гурти Slayer, Sodom, Kreator або Hellhammer. Тексти пісень також нерідко були запозичені в інших гуртів, зокрема, чільна «Bestial Devastation» є відсиланням до пісні «Eternal Devastation» гурту Destruction.
Альбом було записано в студії JG Studios в Белу-Оризонті в серпні 1985 року та видано на лейблі Cogumelo Records. На обкладинці було зображено демона, що обіймає церкву — її автором став знайомий музикантів, який походив з релігійної родини, але був талановитим художником, розмальовуючи на футболках обкладинки метал-альбомів. Лідерам гурту — братам Максу та Ігорю Кавалері ⁣— на той час було лише 15-16 років, проте копії альбому були відправлені власникам багатьох радіостанцій та фензинів по всьому світу, і про гурт дізнавалися за межами Бразилії. Врешті решт, лейбл Cogumelo Records запропонував Sepultura записати повноформатний альбом, а коли він вийшов, отримавши назву Morbid Visions, деякі видання містили пісні з обох платівок — Bestial Devastation та Morbid Visions. Пізніші окремі видання мініальбому Bestial Devastation також містили композицію «Troops Of Doom», яка не увійшла до оригінального спліт-альбому з Overdose.
За словами Едуардо Рівадавіа з онлайн-каталогу AllMusic, «більшість критиків сходяться на думці, що найперші спроби Sepultura полягали в недоробленому, неефектному блек-металі, що навряд чи передвіщало їхню всесвітньо відому продукцію в жанрі дез-металу всього за кілька років після цього». Макс Кавалера у своїй автобіографії визнавав примітивність звучання альбому, записаного під впливом інших гуртів, але звертав увагу, що «в ньому є злість» та «в музиці є щось справді круте і, очевидно, це є початком чогось [нового]».
2023 року брати Кавалера, які покинули Sepultura та заснували 2007 року власний проєкт Cavalera Conspiracy, перезаписали Bestial Devastation та Morbid Visions. Окрім п'яти оригінальних пісень, до складу перезаписаного альбому увійшла шоста — «Sexta Feira 13».

## Список композицій
| Overdose — Século XX | Overdose — Século XX  | Overdose — Século XX |
| #                    | Назва                 | Тривалість           |
| -------------------- | --------------------- | -------------------- |
| 1.                   | «Anjos do Apocalipse» | 10:02                |
| 2.                   | «Filhos do Mundo»     | 6:04                 |
| 3.                   | «Século XX»           | 5:03                 |
| 21:09                |                       |                      |

| Sepultura — Bestial Devastation | Sepultura — Bestial Devastation | Sepultura — Bestial Devastation |
| #                               | Назва                           | Тривалість                      |
| ------------------------------- | ------------------------------- | ------------------------------- |
| 1.                              | «The Curse»                     | 0:39                            |
| 2.                              | «Bestial Devastation»           | 3:08                            |
| 3.                              | «Antichrist»                    | 3:47                            |
| 4.                              | «Necromancer»                   | 3:53                            |
| 5.                              | «Warriors of Death»             | 4:10                            |
| 15:37                           |                                 |                                 |

## Учасники запису
| Overdose - Бас-гітара — Фернандо Пацціні - Ударні — Хеліо Едуардо - Ритм-гітара — Рікардо - Соло-гітара — Клаудіо Давід - Вокал — Бозо | Sepultura - Бас-гітара — Destructor - Ударні — Igor Skullcrusher - Соло-гітара — Tormentor - Спів, гітара — Max Possessed |